# Szopa (Pomerania)
Szopa [pronunciación en polaco: /ˈʂɔpa/] Es un pueblo ubicado en el distrito administrativo de Gmina Sierakowice, dentro del condado de Kartuzy, voivodato de Pomerania, en Polonia del norte. Se encuentra aproximadamente a 6 kilómetros al este de Sierakowice, a 16 kilómetros al oeste de Kartuzy, y a 43 kilómetros al oeste de la capital regional Gdansk. En Szopa hay una pequeña escuela. Los alumnos aprenden tres idiomas: inglés, alemán y casubio.
Para detalles de la historia de la región, véase Historia de Pomerania.
El pueblo tiene una población de 200 habitantes.